# Erroz
Erroz (Errotz en euskera y de forma oficial) es una localidad española y un concejo de la Comunidad Foral de Navarra perteneciente al municipio de Araquil. 
Está situado en la Merindad de Pamplona, en la comarca de La Barranca, en el valle de Valle de Araquil y a 22 km de la capital de la comunidad, Pamplona. Su población en 2014 fue de 70 habitantes (INE), su superficie es de 4,48 km² y su densidad de población es de 15,63 hab/km².

## Geografía física

### Situación
La localidad de Erroz está situada en la parte nordeste del municipio de Araquil a una altitud de 496 m s. n. m. Su término concejil tiene una superficie de 4,48 km² y limita al norte y este con Izurdiaga; al sur con Atondo y Osquía; y al oeste con Urrizola.

## Demografía

### Evolución de la población
| Gráfica de evolución demográfica de Erroz entre 2000 y 2014 |
|                                                             |
| Datos según el nomenclátor publicados por el INE.           |